# 次仁顿珠
次仁顿珠（1961年10月—），蒙古族藏语作家。1961年生于青海省河南蒙古族自治县。7、8岁至13岁在家放牧，13至21岁上学，学习藏文和汉文。1982年毕业于黄南藏族自治州民族师范学校，同年开始发表作品。曾任河南县托叶玛乡副乡长，河南县地方志办公室主任，河南县档案局局长。 其写作风格深受西方文学影响。 后因写作反映1958年解放军对藏族进行武装镇压的小说《赤风呼啸》，被开除中共党籍、政府公职，保留工资待遇，于2013年提前退休。退休后专门从事文学工作。

## 荣誉
- 小说《年轻人的心声》先后获《西藏文艺》1982至1983年优秀作品一等奖、首届青海政府文学奖、藏族五省区1976至1983年文学作品一等奖。[1][5]
- 1984年，小说《年轻人的心声》荣获青海《章恰尔》文学创作一等奖。[6]
- 2001年，小说《阴曹之行》在《青海群众艺术》创刊20周年文艺作品评奖中获优秀作品奖。[7]
- 2002年，随笔《悼坚赞》在全国报纸副刊评奖中获铜奖。[7]
- 2003年，小说《疯狗》获青海省第二届青年文学奖。[8]
- 2005年，小说《英俊和尚》获第五届“章恰尔文学奖”。[7]
- 2008年，被青海省政协办公厅授予全省“先进文史工作者”称号。[9]
- 2011年，小说《D村风波》在全国首届蒙古语网络文学大赛中获一等奖。[10]
- 2014年，小说《河曲马》获第二十三届“东丽杯”全国梁斌小说奖短篇小说类一等奖。[11]

## 著作

### 藏文
- 《次仁顿珠最新小说集》，甘肃民族出版社，2010年3月，ISBN 978-7-5421-1520-1。
- 《次仁顿珠短篇小说选》，青海民族出版社，2012年9月，ISBN 978-7-5420-1806-9。
- 《我的两个父亲》，青海民族出版社，2014年12月，ISBN 978-7-5420-2359-9。
- 《次仁顿珠中篇小说选》，青海民族出版社，2016年10月，ISBN 978-7-5420-2684-2。
- 中短篇小说集《黑狐谷》，青海民族出版社，2019年6月，ISBN 978-7-5420-3348-2。收录《黑狐谷》《爸爸宝马》等七个中短篇小说。[12][13]

### 汉译本
- 《次仁顿珠短篇小说集》，次旺多杰译，北京：作家出版社，2013年2月。收录中短篇小说19篇。[14]
- 《赤风呼啸》，香港：田园书局，2012年12月，ISBN 9789623390927。[15] 该书藏语版于2006年完稿，2007年至2008年在《青海藏文报》文艺副刊上连载，引起轰动，卻没人愿意出版。作者于2009年自行印刷发行，随即被当局查禁。[16]

### 其他语言
- 《黒狐の谷》（日语版小说集），海老原志穂，大川謙作，星泉，三浦順子 译，勉誠出版，2017年3月，ISBN 978-4-585-29142-8。[17]
- 《Tempête rouge》（《赤风呼啸》法语版），Françoise Robin 译，Editions Philippe Picquier 出版，2019年4月，ISBN 978-2809714173。2020年，该译本获法国蒙特卢克抵抗与自由奖。[18]

## 改编
小说《河曲马》由本人改编为电影剧本，曾在中央电视台电影频道上映。

## 个人生活
已婚，与妻子的妹妹一家同住一起。 次仁顿珠发起成立了“次仁顿珠奖学金”，奖励河南县民族中学初中升高中品学兼优的学生。